# Tentlingen
Tentlingen (franska: Tinterin) är en ort och kommun i distriktet Sense i kantonen Fribourg i Schweiz. Kommunen har 1 358 invånare (2023).